# Marcus Roscius Coelius
Marcus Roscius Coelius entstammte dem römischen Geschlecht der Roscier, diente während der frühen Kaiserzeit in den 60er Jahren n. Chr. als Legionslegat in Britannien und war 81 n. Chr. Suffektkonsul.

## Leben
Marcus Roscius Coelius fungierte in den 60er Jahren n. Chr. als Kommandeur (Legatus legionis) der in Britannien stationierten Legio XX Valeria Victrix. Er hatte lange Zeit ein schlechtes Verhältnis zum der römischen Provinz vorstehenden Statthalter Marcus Trebellius Maximus, der laut der Darstellung des Historikers Tacitus bei den Soldaten wegen seiner Habsucht verhasst war. Dieser Konflikt verschärfte sich während des römischen Bürgerkriegs im Vierkaiserjahr (69 n. Chr.), als mehrere Anwärter auf den Kaiserthron gegeneinander kämpften, zuletzt Vitellius gegen Vespasian, wobei die britannischen Legionen zunächst Vitellius als Herrscher anerkannten. Trebellius beschuldigte Roscius Coelius aufrührerischer Umtriebe; der Legat wiederum unterstellte dem Statthalter, dass dessen Geiz die Legionäre habe verarmen lassen. Letztere unterstützten ebenso wie die Auxiliartruppen den Standpunkt des Roscius Coelius. Schließlich war Trebellius so isoliert, dass er aus seiner Provinz entweichen musste und bei Vitellius Schutz suchte.
Nach der Flucht des Trebellius wurde Britannien provisorisch von den Legionslegaten, zu denen auch Roscius Coelius zählte, verwaltet. Dann erhielt Marcus Vettius Bolanus von Vitellius das Statthalteramt als Trebellius’ Nachfolger  übertragen. Vespasian gelang es aber, sich im Machtkampf gegen Vitellius durchzusetzen und neuer Kaiser zu werden. Im Jahr 70 n. Chr. löste Gnaeus Iulius Agricola, der spätere Schwiegervater des Tacitus, auf Anordnung des Gaius Licinius Mucianus, der vorübergehend für Vespasian die Regierung in Rom leitete, Roscius Coelius als Legaten der Legio XX Valeria Victrix ab.
Trotz seines Betragens war Roscius’ Laufbahn auch unter den neuen Machtverhältnissen nicht zu Ende; vielmehr amtierte er während der Regierung des Kaisers Titus, des Sohns und Nachfolgers von Vespasian, im März und April 81 n. Chr. als Suffektkonsul und hatte hierbei Gaius Iulius Iuvenalis zum Amtskollegen.